# 曇天・プリズム・ソーラーカー
『曇天・プリズム・ソーラーカー』（どんてん・ぷりずむ・そーらーかー）は、太田垣康男(原作)、村田雄介（漫画）による青年向け少年漫画。『ジャンプスクエア』（集英社）にて、2010年10月号から2011年7月号まで連載された。話数カウントは「第○話」。

## 概説
学生によるソーラーカー開発を題材としている。主人公は不況のさなか勤労に励み進学資金を蓄える一方、同年代の学生はソーラーカーの開発に挑むという、対照的な立場の両者がソーラーカーの開発を通して葛藤、反発しながらも共通の目標に向けて前進する青春群像劇である。またソーラーカーの設定や描写には力を入れており、国際レースでの優勝経験のある東海大学ソーラーカーチームの監督である木村英樹教授から助言を受けるなどリアリティを高めている。

## あらすじ
金田翔太は叔父の経営する工場で勤務しながら進学の資金を貯めている。彼は同年代の学生達を疎ましく思っている。不況により仕事が減ったさなかに大学のソーラーカープロジェクトへの協力を要請される。彼の住んでいる部屋の下の倉庫を拠点にするという。8年間休眠状態だったソーラーカーをレストアしてそれを基に新たなソーラーカーを製作してドリームカップ鈴鹿へ参戦を予定している。しかし、翔太の学生達への反発によりプロジェクトの進行に関して早くも暗雲が立ち込める。

## 登場人物
金田翔太（かねだ しょうた）
この物語の主人公。伯父の経営する鉄工所で働き、街はずれにある会社の倉庫の2階で一人暮らししている。10歳の時に交通事故で父親を亡くして以来、車を嫌っている。自転車を愛用する。
矢崎純子（やざき じゅんこ）
東洋工科大学の2年生。ソーラーカープロジェクトのリーダーを務める大学生。ソーラーカープロジェクトを立ち上げた父親の影響で自身もソーラーカーに興味を持つ。大学の仲間たちと、国内のソーラーカーレース最高峰の「ドリームカップ鈴鹿」への出場を目指している。
佐伯健二郎（さえき けんじろう）
東洋工科大学・ソーラーカープロジェクトの顧問。潤子の父がプロジェクトを立ち上げた際の教え子だった。元苦学生だった為、似た状況の翔太に興味を持つ。
翔太の母
住み込みの仲居をしている。女手一つで翔太を育てた。
翔太の叔父
工場を経営する。経営が悪化しているが大学のプロジェクトに協力することは宣伝になるのでソーラーカーの開発に協力する。

## 書誌情報
- 太田垣康男（原作）・村田雄介（漫画） 『曇天・プリズム・ソーラーカー』 集英社〈ジャンプ・コミックス〉、全2巻
  1. 2011年6月8日第1刷発行（6月3日発売[集 1]）、ISBN 978-4-08-870249-0
  2. 2011年7月9日第1刷発行（7月4日発売[集 2]）、ISBN 978-4-08-870250-6

### 集英社BOOK NAVI
以下の出典は『集英社BOOK NAVI』（集英社）内のページ。書誌情報の発売日の出典としている。
1. ↑  “曇天・プリズム・ソーラーカー/1｜村田 雄介 / 太田垣 康男 ｜ジャンプコミックス” (n.d.). 2011年12月8日閲覧。
2. ↑  “曇天・プリズム・ソーラーカー/2｜村田 雄介 / 太田垣 康男 ｜ジャンプコミックス” (n.d.). 2011年12月8日閲覧。